# 490
Раннє Середньовіччя. У Східній Римській імперії правління Флавія Зенона. На Апеннінському півострові триває війна між остготами Теодоріха Великого й королем Італії Одоакром. У Європі утворилися численні варварські держави, зокрема Іберію і південь Галлії займає Вестготське королівство, Північну Африку захопили вандали, утворивши Африканське королівство, у Тисо-Дунайській низовині утворилося Королівство гепідів. На півночі Галлії салічні франки розширили свої володіння за рахунок римо-галльських територій, у Західній Галлії встановилося Бургундське королівство. Остготи займають Мезію, Македонію і Фракію.
У Південному Китаї править династія Південна Ці, на півночі — Північна Вей. В Індії правління імперії Гуптів. У Японії триває період Ямато. У Персії править династія Сассанідів.
На території лісостепової України Черняхівська культура. Історики VI століття згадують плем'я антів, що мешкало на території сучасної України приблизно з IV сторіччя. У Північному Причорномор'ї центр володінь гунів, що підкорили собі інші кочові племена, зокрема сарматів, булгар та аланів.

## Події
- Весною Одоакр отримав підкріплення з півдня й завдав поразки остготам біля Фаенци.
- Теодоріх Великий повернувся до Павії й укріпився у похідному таборі.
- Улітку бургунди перейшли через Альпи і спустошили Лігурію.
- На допомогу Теодоріху в Павії прийшли вестготи Аларіха II.
- 11 серпня об'єднані сили остготів та вестготів завдали поразки Одоакру на річці Адда.
- Теодоріх Великий взяв в облогу Равенну. Міста Ріміні й Чезена залишилися вірними Одоакру.